# Церковь Николая Чудотворца (Греково-Тимофеевка)
Церковь Николая Чудотворца (Свято-Никольский храм, Никольский храм) — православный храм в селе Греково-Тимофеевка Ростовской области; Ростовская епархия, Матвеево-Курганское благочиние.

## История
Село Греково (позже стало называться Греково-Тимофеевка) было основано в 1779 году. В 1856 году в селе началось строительство церковного собора, которое продолжалось почти три года — в 1858 году в церкви состоялось первое богослужение. Красивый собор стал духовным центром не только Греково-Тимофеевки, но и близлежащих сел.
Церковь была построена в древнемосковском духе — белокаменная, строгая, легко удерживающая центральный большой и четыре малых купола с резными арочными поясками. В то время такие храмы для юга России были редкостью. К принадлежащим церкви зданиям относились дома для священника и псаломщика, а также караулка. Позже прицеркви была создана церковно-приходская школа.
В 1935 году колхоз имени Широкова Малокирсановского сельского совета Анастасиевского района занял здание церкви и до немецкой оккупации села в октябре 1941 года использовал его для хранения зерна. Во время Великой Отечественной войны в здании церкви начались церковные богослужения, продолжавшиеся до хрущёвских времён. С марта 1963 года церковь не действовала и снова использовалась как зернохранилище.
Богослужения в храме, проходящие по настоящее время, начались в начале 1990-х годов после распада СССР. 1991 году в церкви начались реставрационные работы, вновь была построена кровля, покрыты полы, расписаны стены. В 2014 году в храме был установлен центральный позолоченный купол, уложен асфальт на церковной территории, установлены новые ворота и забор.
Настоятель Свято-Никольского храма — иерей Георгий Сергеевич Светлов.
Адрес: 346970, Ростовская область, Матвеево-Курганский район, село Греково-Тимофеевка, ул. Береговая, 12.